# Eleições europeias de 2009 em Braga

## Resultados Oficiais
| Partido                 | Partido                        | Votos   | %               | +/-   |
| ----------------------- | ------------------------------ | ------- | --------------- | ----- |
|                         | Partido Social Democrata       | 20 394  | 31,51 / 100,00  | -     |
|                         | Partido Socialista             | 17 627  | 27,24 / 100,00  | 20,29 |
|                         | Bloco de Esquerda              | 8 036   | 12,42 / 100,00  | 7,80  |
|                         | Coligação Democrática Unitária | 6 028   | 9,31 / 100,00   | 2,05  |
|                         | Partido Popular                | 5 554   | 8,58 / 100,00   | -     |
|                         | Movimento Esperança Portugal   | 1 192   | 1,84 / 100,00   | Novo  |
|                         | PCTP/MRPP                      | 695     | 1,07 / 100,00   | 0,17  |
|                         | Outros                         | 1 370   | 2,11 / 100,00   |       |
| Votos Inválidos         | Votos Inválidos                | 3 823   | 5,91 / 100,00   | 2,51  |
| Total                   | Total                          | 64 719  | 100,00 / 100,00 |       |
| Eleitorado/Participação | Eleitorado/Participação        | 150 394 | 43,03 / 100,00  | 1,71  |
| Fonte                   | Fonte                          | [ 1 ]   | [ 1 ]           | [ 1 ] |

## Resultados por Freguesia
Os resultados seguintes referem-se aos partidos que obtiveram mais de 1,00% dos votos:
| Freguesia                    | %     | %     | %     | %     | %     | %    | %    | Votantes |
| Freguesia                    | PSD   | PS    | BE    | CDU   | PP    | MEP  | PCTP | Votantes |
| ---------------------------- | ----- | ----- | ----- | ----- | ----- | ---- | ---- | -------- |
| Adaúfe                       | 31,01 | 34,38 | 9,55  | 7,13  | 6,97  | 1,41 | 1,02 | 1 277    |
| Arcos                        | 28,90 | 37,87 | 8,31  | 8,31  | 6,31  | 1,66 | 1,00 | 301      |
| Arentim                      | 30,62 | 39,53 | 6,59  | 3,88  | 7,17  | 0,58 | 1,36 | 516      |
| Aveleda                      | 29,72 | 33,41 | 9,27  | 10,17 | 6,03  | 0,45 | 0,78 | 895      |
| Braga - Cividade             | 42,73 | 19,75 | 12,42 | 6,21  | 9,81  | 2,86 | 0,25 | 805      |
| Braga - Maximinos            | 28,42 | 25,65 | 13,79 | 11,71 | 9,29  | 2,02 | 1,21 | 3 220    |
| Braga - S. João do Souto     | 44,66 | 17,95 | 12,18 | 4,91  | 11,11 | 3,63 | 0,43 | 468      |
| Braga - S. José de S. Lázaro | 32,77 | 23,31 | 14,90 | 8,46  | 10,07 | 2,75 | 0,80 | 5 719    |
| Braga - São Vicente          | 29,91 | 24,31 | 15,57 | 10,65 | 8,89  | 2,00 | 1,17 | 4 105    |
| Braga - São Victor           | 32,46 | 22,23 | 15,40 | 9,93  | 9,09  | 2,36 | 0,94 | 8 923    |
| Braga - Sé                   | 24,72 | 24,27 | 15,77 | 15,62 | 8,51  | 1,55 | 1,20 | 1 998    |
| Cabreiros                    | 27,27 | 30,52 | 6,33  | 7,63  | 19,16 | 1,14 | 1,30 | 616      |
| Celeirós                     | 28,79 | 32,48 | 9,68  | 11,65 | 6,17  | 0,94 | 1,29 | 1 167    |
| Crespos                      | 31,34 | 42,39 | 6,57  | 3,58  | 5,97  | 1,49 | 0,90 | 335      |
| Cunha                        | 17,96 | 47,68 | 8,98  | 5,88  | 7,12  | 0,31 | 3,10 | 323      |
| Dume                         | 28,54 | 31,02 | 10,75 | 10,92 | 8,19  | 1,32 | 1,49 | 1 209    |
| Escudeiros                   | 31,29 | 32,75 | 8,19  | 5,26  | 11,40 | 2,05 | 1,75 | 342      |
| Espinho                      | 34,31 | 34,71 | 6,67  | 6,86  | 8,24  | 1,37 | 1,57 | 510      |
| Esporões                     | 37,06 | 25,88 | 7,21  | 5,00  | 13,68 | 1,76 | 0,74 | 680      |
| Este São Mamede              | 32,64 | 29,67 | 9,95  | 5,93  | 7,85  | 2,09 | 0,87 | 573      |
| Este São Pedro               | 34,24 | 33,00 | 9,27  | 6,06  | 6,92  | 1,61 | 1,48 | 809      |
| Ferreiros                    | 28,14 | 30,43 | 13,14 | 10,97 | 6,11  | 1,09 | 1,13 | 2 488    |
| Figueiredo                   | 39,46 | 29,69 | 6,90  | 7,28  | 7,47  | 0,19 | 1,15 | 522      |
| Fradelos                     | 54,00 | 15,67 | 10,00 | 3,33  | 8,33  | 1,33 | 1,00 | 300      |
| Fraião                       | 35,94 | 24,72 | 13,21 | 4,20  | 10,11 | 2,90 | 0,10 | 999      |
| Frossos                      | 23,66 | 29,17 | 19,20 | 7,74  | 6,40  | 2,53 | 1,19 | 672      |
| Gondizalves                  | 29,81 | 26,23 | 14,34 | 7,55  | 8,30  | 2,64 | 1,13 | 530      |
| Gualtar                      | 31,58 | 27,65 | 14,12 | 9,29  | 7,38  | 2,34 | 1,22 | 1 884    |
| Guisande                     | 37,57 | 38,15 | 3,47  | 6,94  | 7,51  | 2,31 | 1,73 | 173      |
| Lamaçães                     | 29,60 | 22,02 | 16,16 | 7,40  | 11,64 | 2,80 | 0,63 | 1 108    |
| Lamas                        | 39,25 | 27,41 | 6,85  | 4,67  | 13,40 | 1,56 | 1,56 | 321      |
| Lomar                        | 31,45 | 27,85 | 10,59 | 11,17 | 5,51  | 2,09 | 1,91 | 1 889    |
| Merelim São Paio             | 22,91 | 31,86 | 10,74 | 16,71 | 6,32  | 1,19 | 1,67 | 838      |
| Merelim São Pedro            | 36,20 | 29,49 | 6,96  | 7,59  | 8,99  | 1,77 | 0,89 | 790      |
| Mire de Tibães               | 27,19 | 35,41 | 8,96  | 10,85 | 8,43  | 1,48 | 1,48 | 949      |
| Morreira                     | 35,41 | 30,59 | 5,95  | 3,97  | 11,90 | 0,57 | 1,13 | 353      |
| Navarra                      | 30,77 | 34,91 | 10,65 | 5,33  | 5,92  | 0,59 | 0,59 | 169      |
| Nogueira                     | 26,77 | 28,02 | 14,40 | 9,24  | 8,58  | 2,16 | 0,79 | 2 402    |
| Nogueiró                     | 32,94 | 20,94 | 16,15 | 8,82  | 7,86  | 3,61 | 0,96 | 941      |
| Oliveira São Pedro           | 34,94 | 25,70 | 8,43  | 6,43  | 8,84  | 2,01 | 2,01 | 249      |
| Padim da Graça               | 34,01 | 40,23 | 4,63  | 8,10  | 4,49  | 0,87 | 0,87 | 691      |
| Palmeira                     | 33,33 | 30,35 | 10,36 | 8,55  | 7,62  | 1,24 | 0,82 | 1 941    |
| Panóias                      | 29,69 | 31,34 | 11,55 | 11,75 | 4,54  | 1,03 | 2,06 | 485      |
| Parada de Tibães             | 29,06 | 33,66 | 8,47  | 11,62 | 7,99  | 0,97 | 0,73 | 413      |
| Passos São Julião            | 40,13 | 24,92 | 7,77  | 3,56  | 12,30 | 0,97 | 0,97 | 309      |
| Pedralva                     | 43,08 | 30,03 | 2,87  | 9,40  | 8,36  | 1,83 | 0,26 | 383      |
| Penso Santo Estêvão          | 44,83 | 25,12 | 7,39  | 2,46  | 11,82 | 3,94 | 0    | 203      |
| Penso São Vicente            | 35,83 | 33,69 | 5,88  | 9,63  | 4,28  | 0    | 0,53 | 187      |
| Pousada                      | 42,63 | 25,79 | 13,16 | 4,74  | 7,37  | 0    | 0    | 190      |
| Priscos                      | 41,32 | 20,96 | 6,79  | 6,19  | 16,37 | 1,00 | 0,60 | 501      |
| Real                         | 26,22 | 26,95 | 14,32 | 13,45 | 7,06  | 1,55 | 1,16 | 2 067    |
| Ruilhe                       | 28,54 | 26,60 | 8,93  | 10,68 | 10,29 | 1,55 | 1,94 | 515      |
| Santa Lucrécia de Algeriz    | 21,36 | 48,64 | 8,18  | 5,91  | 5,45  | 0,45 | 0,45 | 220      |
| Semelhe                      | 30,07 | 31,70 | 8,17  | 8,17  | 10,78 | 0,98 | 1,96 | 306      |
| Sequeira                     | 34,78 | 29,42 | 10,15 | 6,96  | 6,73  | 0,80 | 1,82 | 877      |
| Sobreposta                   | 46,26 | 21,81 | 6,61  | 5,29  | 10,79 | 0    | 1,32 | 454      |
| Tadim                        | 29,81 | 30,35 | 13,82 | 9,76  | 4,34  | 1,90 | 2,44 | 369      |
| Tebosa                       | 33,16 | 40,76 | 5,32  | 5,82  | 6,84  | 0,51 | 1,27 | 395      |
| Tenões                       | 27,95 | 22,92 | 15,63 | 13,54 | 9,55  | 1,74 | 0,52 | 576      |
| Trandeiras                   | 44,66 | 26,40 | 4,49  | 3,65  | 12,36 | 0,56 | 0,28 | 356      |
| Vilaça                       | 37,06 | 28,61 | 11,44 | 8,46  | 7,96  | 0,25 | 0,25 | 402      |
| Vimieiro                     | 34,44 | 30,14 | 11,35 | 7,05  | 9,39  | 0,59 | 1,17 | 511      |
| Braga                        | 31,51 | 27,24 | 12,42 | 9,31  | 8,58  | 1,84 | 1,07 | 64 719   |

#### Adaúfe
| Partido                 | Partido                        | Votos | %               | +/-   |
| ----------------------- | ------------------------------ | ----- | --------------- | ----- |
|                         | Partido Socialista             | 439   | 34,38 / 100,00  | 19,31 |
|                         | Partido Social Democrata       | 396   | 31,01 / 100,00  | -     |
|                         | Bloco de Esquerda              | 122   | 9,55 / 100,00   | 7,12  |
|                         | Coligação Democrática Unitária | 91    | 7,13 / 100,00   | 0,16  |
|                         | Partido Popular                | 89    | 6,97 / 100,00   | -     |
|                         | Movimento Esperança Portugal   | 18    | 1,41 / 100,00   | Novo  |
|                         | PCTP/MRPP                      | 13    | 1,02 / 100,00   | 0,41  |
|                         | Outros                         | 40    | 3,13 / 100,00   |       |
| Votos Inválidos         | Votos Inválidos                | 69    | 5,40 / 100,00   | 2,88  |
| Total                   | Total                          | 1 277 | 100,00 / 100,00 |       |
| Eleitorado/Participação | Eleitorado/Participação        | 3 808 | 33,53 / 100,00  | 2,18  |

#### Arcos
| Partido                 | Partido                        | Votos | %               | +/-   |
| ----------------------- | ------------------------------ | ----- | --------------- | ----- |
|                         | Partido Socialista             | 114   | 37,87 / 100,00  | 21,83 |
|                         | Partido Social Democrata       | 87    | 28,90 / 100,00  | -     |
|                         | Bloco de Esquerda              | 25    | 8,31 / 100,00   | 5,70  |
|                         | Coligação Democrática Unitária | 25    | 8,31 / 100,00   | 4,95  |
|                         | Partido Popular                | 19    | 6,31 / 100,00   | -     |
|                         | Movimento Esperança Portugal   | 5     | 1,66 / 100,00   | Novo  |
|                         | PCTP/MRPP                      | 3     | 1,00 / 100,00   | 0,49  |
|                         | Outros                         | 4     | 1,32 / 100,00   |       |
| Votos Inválidos         | Votos Inválidos                | 19    | 6,31 / 100,00   | 3,70  |
| Total                   | Total                          | 301   | 100,00 / 100,00 |       |
| Eleitorado/Participação | Eleitorado/Participação        | 635   | 47,40 / 100,00  | 1,59  |

#### Arentim
| Partido                 | Partido                        | Votos | %               | +/-   |
| ----------------------- | ------------------------------ | ----- | --------------- | ----- |
|                         | Partido Socialista             | 204   | 39,53 / 100,00  | 17,83 |
|                         | Partido Social Democrata       | 158   | 30,62 / 100,00  | -     |
|                         | Partido Popular                | 37    | 7,17 / 100,00   | -     |
|                         | Bloco de Esquerda              | 34    | 6,59 / 100,00   | 4,89  |
|                         | Coligação Democrática Unitária | 20    | 3,88 / 100,00   | 0,48  |
|                         | PCTP/MRPP                      | 7     | 1,36 / 100,00   | 0,98  |
|                         | Partido Humanista              | 6     | 1,16 / 100,00   | 1,16  |
|                         | Outros                         | 10    | 1,94 / 100,00   |       |
| Votos Inválidos         | Votos Inválidos                | 40    | 7,75 / 100,00   | 4,73  |
| Total                   | Total                          | 516   | 100,00 / 100,00 |       |
| Eleitorado/Participação | Eleitorado/Participação        | 921   | 56,03 / 100,00  | 3,65  |

#### Aveleda
| Partido                 | Partido                        | Votos | %               | +/-   |
| ----------------------- | ------------------------------ | ----- | --------------- | ----- |
|                         | Partido Socialista             | 299   | 33,41 / 100,00  | 19,67 |
|                         | Partido Social Democrata       | 266   | 29,72 / 100,00  | -     |
|                         | Coligação Democrática Unitária | 91    | 10,17 / 100,00  | 1,69  |
|                         | Bloco de Esquerda              | 83    | 9,27 / 100,00   | 7,34  |
|                         | Partido Popular                | 54    | 6,03 / 100,00   | -     |
|                         | Outros                         | 28    | 3,13 / 100,00   |       |
| Votos Inválidos         | Votos Inválidos                | 74    | 8,26 / 100,00   | 4,92  |
| Total                   | Total                          | 895   | 100,00 / 100,00 |       |
| Eleitorado/Participação | Eleitorado/Participação        | 1 981 | 45,18 / 100,00  | 1,40  |

#### Braga - Cividade
| Partido                 | Partido                        | Votos | %               | +/-   |
| ----------------------- | ------------------------------ | ----- | --------------- | ----- |
|                         | Partido Social Democrata       | 344   | 42,73 / 100,00  | -     |
|                         | Partido Socialista             | 159   | 19,75 / 100,00  | 15,44 |
|                         | Bloco de Esquerda              | 100   | 12,42 / 100,00  | 5,16  |
|                         | Partido Popular                | 79    | 9,81 / 100,00   | -     |
|                         | Coligação Democrática Unitária | 50    | 6,21 / 100,00   | 0,89  |
|                         | Movimento Esperança Portugal   | 23    | 2,86 / 100,00   | Novo  |
|                         | Outros                         | 18    | 2,23 / 100,00   |       |
| Votos Inválidos         | Votos Inválidos                | 32    | 3,98 / 100,00   | 0,11  |
| Total                   | Total                          | 805   | 100,00 / 100,00 |       |
| Eleitorado/Participação | Eleitorado/Participação        | 1 586 | 50,76 / 100,00  | 2,76  |

#### Braga - Maximinos
| Partido                 | Partido                        | Votos | %               | +/-   |
| ----------------------- | ------------------------------ | ----- | --------------- | ----- |
|                         | Partido Social Democrata       | 915   | 28,42 / 100,00  | -     |
|                         | Partido Socialista             | 826   | 25,65 / 100,00  | 20,85 |
|                         | Bloco de Esquerda              | 444   | 13,79 / 100,00  | 11,30 |
|                         | Coligação Democrática Unitária | 377   | 11,71 / 100,00  | 0,16  |
|                         | Partido Popular                | 299   | 9,29 / 100,00   | -     |
|                         | Movimento Esperança Portugal   | 65    | 2,02 / 100,00   | Novo  |
|                         | PCTP/MRPP                      | 39    | 1,21 / 100,00   | 0,43  |
|                         | Outros                         | 75    | 2,32 / 100,00   |       |
| Votos Inválidos         | Votos Inválidos                | 180   | 5,59 / 100,00   | 1,80  |
| Total                   | Total                          | 3 220 | 100,00 / 100,00 |       |
| Eleitorado/Participação | Eleitorado/Participação        | 7 518 | 42,83 / 100,00  | 1,82  |

#### Braga - São João do Souto
| Partido                 | Partido                        | Votos | %               | +/-   |
| ----------------------- | ------------------------------ | ----- | --------------- | ----- |
|                         | Partido Social Democrata       | 209   | 44,66 / 100,00  | -     |
|                         | Partido Socialista             | 84    | 17,95 / 100,00  | 12,59 |
|                         | Bloco de Esquerda              | 57    | 12,18 / 100,00  | 6,41  |
|                         | Partido Popular                | 52    | 11,11 / 100,00  | -     |
|                         | Coligação Democrática Unitária | 23    | 4,91 / 100,00   | 0,86  |
|                         | Movimento Esperança Portugal   | 17    | 3,63 / 100,00   | Novo  |
|                         | Movimento Mérito e Sociedade   | 8     | 1,71 / 100,00   | Novo  |
|                         | Outros                         | 7     | 1,50 / 100,00   |       |
| Votos Inválidos         | Votos Inválidos                | 11    | 2,35 / 100,00   | 0,81  |
| Total                   | Total                          | 468   | 100,00 / 100,00 |       |
| Eleitorado/Participação | Eleitorado/Participação        | 920   | 50,87 / 100,00  | 5,63  |

#### Braga - São José de São Lázaro
| Partido                 | Partido                        | Votos  | %               | +/-   |
| ----------------------- | ------------------------------ | ------ | --------------- | ----- |
|                         | Partido Social Democrata       | 1 874  | 32,77 / 100,00  | -     |
|                         | Partido Socialista             | 1 333  | 23,31 / 100,00  | 19,60 |
|                         | Bloco de Esquerda              | 852    | 14,90 / 100,00  | 8,30  |
|                         | Partido Popular                | 576    | 10,07 / 100,00  | -     |
|                         | Coligação Democrática Unitária | 484    | 8,46 / 100,00   | 1,57  |
|                         | Movimento Esperança Portugal   | 157    | 2,75 / 100,00   | Novo  |
|                         | Outros                         | 140    | 2,44 / 100,00   |       |
| Votos Inválidos         | Votos Inválidos                | 303    | 5,29 / 100,00   | 1,72  |
| Total                   | Total                          | 5 719  | 100,00 / 100,00 |       |
| Eleitorado/Participação | Eleitorado/Participação        | 12 947 | 44,17 / 100,00  | 3,12  |

#### Braga - São Vicente
| Partido                 | Partido                        | Votos | %               | +/-   |
| ----------------------- | ------------------------------ | ----- | --------------- | ----- |
|                         | Partido Social Democrata       | 1 228 | 29,91 / 100,00  | -     |
|                         | Partido Socialista             | 998   | 24,31 / 100,00  | 22,41 |
|                         | Bloco de Esquerda              | 639   | 15,57 / 100,00  | 9,37  |
|                         | Coligação Democrática Unitária | 437   | 10,65 / 100,00  | 2,23  |
|                         | Partido Popular                | 365   | 8,89 / 100,00   | -     |
|                         | Movimento Esperança Portugal   | 82    | 2,00 / 100,00   | Novo  |
|                         | PCTP/MRPP                      | 48    | 1,17 / 100,00   | 0,40  |
|                         | Outros                         | 76    | 1,85 / 100,00   |       |
| Votos Inválidos         | Votos Inválidos                | 232   | 5,66 / 100,00   | 2,49  |
| Total                   | Total                          | 4 105 | 100,00 / 100,00 |       |
| Eleitorado/Participação | Eleitorado/Participação        | 9 848 | 41,68 / 100,00  | 3,37  |

#### Braga - São Victor
| Partido                 | Partido                        | Votos  | %               | +/-   |
| ----------------------- | ------------------------------ | ------ | --------------- | ----- |
|                         | Partido Social Democrata       | 2 896  | 32,46 / 100,00  | -     |
|                         | Partido Socialista             | 1 984  | 22,23 / 100,00  | 20,86 |
|                         | Bloco de Esquerda              | 1 374  | 15,40 / 100,00  | 7,86  |
|                         | Coligação Democrática Unitária | 886    | 9,93 / 100,00   | 1,38  |
|                         | Partido Popular                | 811    | 9,09 / 100,00   | -     |
|                         | Movimento Esperança Portugal   | 211    | 2,36 / 100,00   | Novo  |
|                         | Outros                         | 257    | 2,88 / 100,00   |       |
| Votos Inválidos         | Votos Inválidos                | 504    | 5,65 / 100,00   | 2,11  |
| Total                   | Total                          | 8 923  | 100,00 / 100,00 |       |
| Eleitorado/Participação | Eleitorado/Participação        | 21 858 | 40,82 / 100,00  | 3,99  |

#### Braga - Sé
| Partido                 | Partido                        | Votos | %               | +/-     |
| ----------------------- | ------------------------------ | ----- | --------------- | ------- |
|                         | Partido Social Democrata       | 494   | 24,72 / 100,00  | -       |
|                         | Partido Socialista             | 485   | 24,27 / 100,00  | 25,75   |
|                         | Bloco de Esquerda              | 315   | 15,77 / 100,00  | 9,59    |
|                         | Coligação Democrática Unitária | 312   | 15,62 / 100,00  | 6,39    |
|                         | Partido Popular                | 170   | 8,51 / 100,00   | -       |
|                         | Movimento Esperança Portugal   | 31    | 1,55 / 100,00   | Novo    |
|                         | PCTP/MRPP                      | 24    | 1,20 / 100,00   | Estável |
|                         | Partido Popular Monárquico     | 20    | 1,00 / 100,00   | 0,50    |
|                         | Outros                         | 32    | 1,60 / 100,00   |         |
| Votos Inválidos         | Votos Inválidos                | 115   | 5,75 / 100,00   | 3,55    |
| Total                   | Total                          | 1 998 | 100,00 / 100,00 |         |
| Eleitorado/Participação | Eleitorado/Participação        | 4 538 | 44,03 / 100,00  | 3,89    |

#### Cabreiros
| Partido                 | Partido                        | Votos | %               | +/-   |
| ----------------------- | ------------------------------ | ----- | --------------- | ----- |
|                         | Partido Socialista             | 188   | 30,52 / 100,00  | 13,59 |
|                         | Partido Social Democrata       | 168   | 27,27 / 100,00  | -     |
|                         | Partido Popular                | 118   | 19,16 / 100,00  | -     |
|                         | Coligação Democrática Unitária | 47    | 7,63 / 100,00   | 0,83  |
|                         | Bloco de Esquerda              | 39    | 6,33 / 100,00   | 3,01  |
|                         | PCTP/MRPP                      | 8     | 1,30 / 100,00   | 0,80  |
|                         | Movimento Esperança Portugal   | 7     | 1,14 / 100,00   | Novo  |
|                         | Outros                         | 9     | 1,45 / 100,00   |       |
| Votos Inválidos         | Votos Inválidos                | 32    | 5,19 / 100,00   | 2,20  |
| Total                   | Total                          | 616   | 100,00 / 100,00 |       |
| Eleitorado/Participação | Eleitorado/Participação        | 1 651 | 37,31 / 100,00  | 2,89  |

#### Celeirós
| Partido                 | Partido                        | Votos | %               | +/-   |
| ----------------------- | ------------------------------ | ----- | --------------- | ----- |
|                         | Partido Socialista             | 379   | 32,48 / 100,00  | 21,24 |
|                         | Partido Social Democrata       | 336   | 28,79 / 100,00  | -     |
|                         | Coligação Democrática Unitária | 136   | 11,65 / 100,00  | 4,12  |
|                         | Bloco de Esquerda              | 113   | 9,68 / 100,00   | 7,00  |
|                         | Partido Popular                | 72    | 6,17 / 100,00   | -     |
|                         | PCTP/MRPP                      | 15    | 1,29 / 100,00   | 0,42  |
|                         | Outros                         | 33    | 2,83 / 100,00   |       |
| Votos Inválidos         | Votos Inválidos                | 83    | 7,12 / 100,00   | 4,00  |
| Total                   | Total                          | 1 167 | 100,00 / 100,00 |       |
| Eleitorado/Participação | Eleitorado/Participação        | 2 914 | 40,05 / 100,00  | 5,86  |

#### Crespos
| Partido                 | Partido                        | Votos | %               | +/-   |
| ----------------------- | ------------------------------ | ----- | --------------- | ----- |
|                         | Partido Socialista             | 142   | 42,39 / 100,00  | 20,85 |
|                         | Partido Social Democrata       | 105   | 31,34 / 100,00  | -     |
|                         | Bloco de Esquerda              | 22    | 6,57 / 100,00   | 3,92  |
|                         | Partido Popular                | 20    | 5,97 / 100,00   | -     |
|                         | Coligação Democrática Unitária | 12    | 3,58 / 100,00   | 1,52  |
|                         | Movimento Esperança Portugal   | 5     | 1,49 / 100,00   | Novo  |
|                         | Partido Popular Monárquico     | 4     | 1,19 / 100,00   | 0,50  |
|                         | Outros                         | 6     | 1,80 / 100,00   |       |
| Votos Inválidos         | Votos Inválidos                | 19    | 5,67 / 100,00   | 1,85  |
| Total                   | Total                          | 335   | 100,00 / 100,00 |       |
| Eleitorado/Participação | Eleitorado/Participação        | 967   | 34,64 / 100,00  | 4,71  |

#### Cunha
| Partido                 | Partido                        | Votos | %               | +/-   |
| ----------------------- | ------------------------------ | ----- | --------------- | ----- |
|                         | Partido Socialista             | 154   | 47,68 / 100,00  | 26,82 |
|                         | Partido Social Democrata       | 58    | 17,96 / 100,00  | -     |
|                         | Bloco de Esquerda              | 29    | 8,98 / 100,00   | 8,31  |
|                         | Partido Popular                | 23    | 7,12 / 100,00   | -     |
|                         | Coligação Democrática Unitária | 19    | 5,88 / 100,00   | 3,87  |
|                         | PCTP/MRPP                      | 10    | 3,10 / 100,00   | 2,43  |
|                         | Partido Humanista              | 4     | 1,24 / 100,00   | 0,90  |
|                         | Outros                         | 6     | 1,86 / 100,00   |       |
| Votos Inválidos         | Votos Inválidos                | 20    | 6,19 / 100,00   | 3,51  |
| Total                   | Total                          | 323   | 100,00 / 100,00 |       |
| Eleitorado/Participação | Eleitorado/Participação        | 579   | 55,79 / 100,00  | 0,19  |

#### Dume
| Partido                 | Partido                        | Votos | %               | +/-   |
| ----------------------- | ------------------------------ | ----- | --------------- | ----- |
|                         | Partido Socialista             | 375   | 31,02 / 100,00  | 20,07 |
|                         | Partido Social Democrata       | 345   | 28,54 / 100,00  | -     |
|                         | Coligação Democrática Unitária | 132   | 10,92 / 100,00  | 2,09  |
|                         | Bloco de Esquerda              | 130   | 10,75 / 100,00  | 6,94  |
|                         | Partido Popular                | 99    | 8,19 / 100,00   | -     |
|                         | PCTP/MRPP                      | 18    | 1,49 / 100,00   | 0,52  |
|                         | Movimento Esperança Portugal   | 16    | 1,32 / 100,00   | Novo  |
|                         | Outros                         | 30    | 2,48 / 100,00   |       |
| Votos Inválidos         | Votos Inválidos                | 64    | 5,29 / 100,00   | 2,13  |
| Total                   | Total                          | 1 209 | 100,00 / 100,00 |       |
| Eleitorado/Participação | Eleitorado/Participação        | 3 154 | 38,33 / 100,00  | 4,17  |

#### Escudeiros
| Partido                 | Partido                        | Votos | %               | +/-   |
| ----------------------- | ------------------------------ | ----- | --------------- | ----- |
|                         | Partido Socialista             | 112   | 32,75 / 100,00  | 17,11 |
|                         | Partido Social Democrata       | 107   | 31,29 / 100,00  | -     |
|                         | Partido Popular                | 39    | 11,40 / 100,00  | -     |
|                         | Bloco de Esquerda              | 28    | 8,19 / 100,00   | 6,47  |
|                         | Coligação Democrática Unitária | 18    | 5,26 / 100,00   | 2,97  |
|                         | Movimento Esperança Portugal   | 7     | 2,05 / 100,00   | Novo  |
|                         | PCTP/MRPP                      | 6     | 1,75 / 100,00   | 0,54  |
|                         | Partido Popular Monárquico     | 4     | 1,17 / 100,00   | 0,26  |
|                         | Outros                         | 6     | 1,74 / 100,00   |       |
| Votos Inválidos         | Votos Inválidos                | 15    | 4,38 / 100,00   | 1,80  |
| Total                   | Total                          | 342   | 100,00 / 100,00 |       |
| Eleitorado/Participação | Eleitorado/Participação        | 965   | 35,44 / 100,00  | 6,51  |

#### Espinho
| Partido                 | Partido                        | Votos | %               | +/-   |
| ----------------------- | ------------------------------ | ----- | --------------- | ----- |
|                         | Partido Social Democrata       | 177   | 34,71 / 100,00  | -     |
|                         | Partido Socialista             | 175   | 34,31 / 100,00  | 15,58 |
|                         | Partido Popular                | 42    | 8,24 / 100,00   | -     |
|                         | Coligação Democrática Unitária | 35    | 6,86 / 100,00   | 0,01  |
|                         | Bloco de Esquerda              | 34    | 6,67 / 100,00   | 4,96  |
|                         | PCTP/MRPP                      | 8     | 1,57 / 100,00   | 0,71  |
|                         | Movimento Esperança Portugal   | 7     | 1,37 / 100,00   | Novo  |
|                         | Outros                         | 9     | 1,76 / 100,00   |       |
| Votos Inválidos         | Votos Inválidos                | 23    | 4,51 / 100,00   | 1,72  |
| Total                   | Total                          | 510   | 100,00 / 100,00 |       |
| Eleitorado/Participação | Eleitorado/Participação        | 1 158 | 44,04 / 100,00  | 2,02  |

#### Esporões
| Partido                 | Partido                        | Votos | %               | +/-   |
| ----------------------- | ------------------------------ | ----- | --------------- | ----- |
|                         | Partido Social Democrata       | 252   | 37,06 / 100,00  | -     |
|                         | Partido Socialista             | 176   | 25,88 / 100,00  | 14,92 |
|                         | Partido Popular                | 93    | 13,68 / 100,00  | -     |
|                         | Bloco de Esquerda              | 49    | 7,21 / 100,00   | 5,52  |
|                         | Coligação Democrática Unitária | 34    | 5,00 / 100,00   | 1,78  |
|                         | Movimento Esperança Portugal   | 12    | 1,76 / 100,00   | Novo  |
|                         | Outros                         | 19    | 2,81 / 100,00   |       |
| Votos Inválidos         | Votos Inválidos                | 45    | 6,62 / 100,00   | 2,48  |
| Total                   | Total                          | 680   | 100,00 / 100,00 |       |
| Eleitorado/Participação | Eleitorado/Participação        | 1 617 | 42,05 / 100,00  | 1,27  |

#### Este São Mamede
| Partido                 | Partido                        | Votos | %               | +/-   |
| ----------------------- | ------------------------------ | ----- | --------------- | ----- |
|                         | Partido Social Democrata       | 187   | 32,64 / 100,00  | -     |
|                         | Partido Socialista             | 170   | 29,67 / 100,00  | 23,28 |
|                         | Bloco de Esquerda              | 57    | 9,95 / 100,00   | 7,27  |
|                         | Partido Popular                | 45    | 7,85 / 100,00   | -     |
|                         | Coligação Democrática Unitária | 34    | 5,93 / 100,00   | 2,35  |
|                         | Movimento Esperança Portugal   | 12    | 2,09 / 100,00   | Novo  |
|                         | Partido Popular Monárquico     | 6     | 1,05 / 100,00   | 0,51  |
|                         | Outros                         | 17    | 2,95 / 100,00   |       |
| Votos Inválidos         | Votos Inválidos                | 45    | 7,85 / 100,00   | 3,56  |
| Total                   | Total                          | 573   | 100,00 / 100,00 |       |
| Eleitorado/Participação | Eleitorado/Participação        | 1 680 | 34,11 / 100,00  | 5,48  |

#### Este São Pedro
| Partido                 | Partido                        | Votos | %               | +/-   |
| ----------------------- | ------------------------------ | ----- | --------------- | ----- |
|                         | Partido Social Democrata       | 277   | 34,24 / 100,00  | -     |
|                         | Partido Socialista             | 267   | 33,00 / 100,00  | 19,43 |
|                         | Bloco de Esquerda              | 75    | 9,27 / 100,00   | 6,97  |
|                         | Partido Popular                | 56    | 6,92 / 100,00   | -     |
|                         | Coligação Democrática Unitária | 49    | 6,06 / 100,00   | 0,65  |
|                         | Movimento Esperança Portugal   | 13    | 1,61 / 100,00   | Novo  |
|                         | PCTP/MRPP                      | 12    | 1,48 / 100,00   | 1,21  |
|                         | Outros                         | 15    | 1,85 / 100,00   |       |
| Votos Inválidos         | Votos Inválidos                | 45    | 5,57 / 100,00   | 2,60  |
| Total                   | Total                          | 809   | 100,00 / 100,00 |       |
| Eleitorado/Participação | Eleitorado/Participação        | 1 750 | 46,23 / 100,00  | 1,21  |

#### Ferreiros
| Partido                 | Partido                        | Votos | %               | +/-   |
| ----------------------- | ------------------------------ | ----- | --------------- | ----- |
|                         | Partido Socialista             | 757   | 30,43 / 100,00  | 21,37 |
|                         | Partido Social Democrata       | 700   | 28,14 / 100,00  | -     |
|                         | Bloco de Esquerda              | 327   | 13,14 / 100,00  | 9,40  |
|                         | Coligação Democrática Unitária | 273   | 10,97 / 100,00  | 4,11  |
|                         | Partido Popular                | 152   | 6,11 / 100,00   | -     |
|                         | PCTP/MRPP                      | 28    | 1,13 / 100,00   | 0,34  |
|                         | Movimento Esperança Portugal   | 27    | 1,09 / 100,00   | Novo  |
|                         | Outros                         | 64    | 2,44 / 100,00   |       |
| Votos Inválidos         | Votos Inválidos                | 163   | 6,55 / 100,00   | 3,05  |
| Total                   | Total                          | 2 488 | 100,00 / 100,00 |       |
| Eleitorado/Participação | Eleitorado/Participação        | 6 101 | 40,78 / 100,00  | 1,35  |

#### Figueiredo
| Partido                 | Partido                        | Votos | %               | +/-   |
| ----------------------- | ------------------------------ | ----- | --------------- | ----- |
|                         | Partido Social Democrata       | 206   | 39,46 / 100,00  | -     |
|                         | Partido Socialista             | 155   | 29,69 / 100,00  | 16,36 |
|                         | Partido Popular                | 39    | 7,47 / 100,00   | -     |
|                         | Coligação Democrática Unitária | 38    | 7,28 / 100,00   | 4,72  |
|                         | Bloco de Esquerda              | 36    | 6,90 / 100,00   | 5,04  |
|                         | Partido Popular Monárquico     | 9     | 1,72 / 100,00   | 1,49  |
|                         | PCTP/MRPP                      | 6     | 1,15 / 100,00   | 0,45  |
|                         | Outros                         | 11    | 2,10 / 100,00   |       |
| Votos Inválidos         | Votos Inválidos                | 22    | 4,28 / 100,00   | 1,49  |
| Total                   | Total                          | 522   | 100,00 / 100,00 |       |
| Eleitorado/Participação | Eleitorado/Participação        | 1 112 | 46,94 / 100,00  | 3,85  |

#### Fradelos
| Partido                 | Partido                        | Votos | %               | +/-   |
| ----------------------- | ------------------------------ | ----- | --------------- | ----- |
|                         | Partido Social Democrata       | 162   | 54,00 / 100,00  | -     |
|                         | Partido Socialista             | 47    | 15,67 / 100,00  | 24,33 |
|                         | Bloco de Esquerda              | 30    | 10,00 / 100,00  | 8,18  |
|                         | Partido Popular                | 25    | 8,33 / 100,00   | -     |
|                         | Coligação Democrática Unitária | 10    | 3,33 / 100,00   | 0,06  |
|                         | Movimento Esperança Portugal   | 4     | 1,33 / 100,00   | Novo  |
|                         | PCTP/MRPP                      | 3     | 1,00 / 100,00   | 0,64  |
|                         | Partido Humanista              | 3     | 1,00 / 100,00   | 0,09  |
|                         | Outros                         | 4     | 1,34 / 100,00   |       |
| Votos Inválidos         | Votos Inválidos                | 12    | 4,00 / 100,00   | 0,73  |
| Total                   | Total                          | 300   | 100,00 / 100,00 |       |
| Eleitorado/Participação | Eleitorado/Participação        | 679   | 44,18 / 100,00  | 1,43  |

#### Fraião
| Partido                 | Partido                        | Votos | %               | +/-   |
| ----------------------- | ------------------------------ | ----- | --------------- | ----- |
|                         | Partido Social Democrata       | 359   | 35,94 / 100,00  | -     |
|                         | Partido Socialista             | 247   | 24,72 / 100,00  | 11,37 |
|                         | Bloco de Esquerda              | 132   | 13,21 / 100,00  | 6,18  |
|                         | Partido Popular                | 101   | 10,11 / 100,00  | -     |
|                         | Coligação Democrática Unitária | 42    | 4,20 / 100,00   | 0,92  |
|                         | Movimento Esperança Portugal   | 29    | 2,90 / 100,00   | Novo  |
|                         | Outros                         | 19    | 1,90 / 100,00   |       |
| Votos Inválidos         | Votos Inválidos                | 70    | 7,01 / 100,00   | 2,32  |
| Total                   | Total                          | 999   | 100,00 / 100,00 |       |
| Eleitorado/Participação | Eleitorado/Participação        | 1 989 | 50,23 / 100,00  | 1,51  |

#### Frossos
| Partido                 | Partido                        | Votos | %               | +/-   |
| ----------------------- | ------------------------------ | ----- | --------------- | ----- |
|                         | Partido Socialista             | 196   | 29,17 / 100,00  | 25,79 |
|                         | Partido Social Democrata       | 159   | 23,66 / 100,00  | -     |
|                         | Bloco de Esquerda              | 129   | 19,20 / 100,00  | 12,38 |
|                         | Coligação Democrática Unitária | 52    | 7,74 / 100,00   | 0,72  |
|                         | Partido Popular                | 43    | 6,40 / 100,00   | -     |
|                         | Movimento Esperança Portugal   | 17    | 2,53 / 100,00   | Novo  |
|                         | PCTP/MRPP                      | 8     | 1,19 / 100,00   | 0,57  |
|                         | Movimento Mérito e Sociedade   | 7     | 1,04 / 100,00   | Novo  |
|                         | Outros                         | 11    | 1,64 / 100,00   |       |
| Votos Inválidos         | Votos Inválidos                | 50    | 7,44 / 100,00   | 3,72  |
| Total                   | Total                          | 672   | 100,00 / 100,00 |       |
| Eleitorado/Participação | Eleitorado/Participação        | 1 521 | 44,18 / 100,00  | 0,97  |

#### Gondizalves
| Partido                 | Partido                        | Votos | %               | +/-   |
| ----------------------- | ------------------------------ | ----- | --------------- | ----- |
|                         | Partido Social Democrata       | 158   | 29,81 / 100,00  | -     |
|                         | Partido Socialista             | 139   | 26,23 / 100,00  | 27,78 |
|                         | Bloco de Esquerda              | 76    | 14,34 / 100,00  | 10,20 |
|                         | Partido Popular                | 44    | 8,30 / 100,00   | -     |
|                         | Coligação Democrática Unitária | 40    | 7,55 / 100,00   | 1,95  |
|                         | Movimento Esperança Portugal   | 14    | 2,64 / 100,00   | Novo  |
|                         | PCTP/MRPP                      | 6     | 1,13 / 100,00   | 0,33  |
|                         | Outros                         | 12    | 2,28 / 100,00   |       |
| Votos Inválidos         | Votos Inválidos                | 41    | 7,74 / 100,00   | 3,85  |
| Total                   | Total                          | 530   | 100,00 / 100,00 |       |
| Eleitorado/Participação | Eleitorado/Participação        | 1 170 | 45,30 / 100,00  | 4,49  |

#### Gualtar
| Partido                 | Partido                        | Votos | %               | +/-   |
| ----------------------- | ------------------------------ | ----- | --------------- | ----- |
|                         | Partido Social Democrata       | 595   | 31,58 / 100,00  | -     |
|                         | Partido Socialista             | 521   | 27,65 / 100,00  | 20,66 |
|                         | Bloco de Esquerda              | 266   | 14,12 / 100,00  | 9,43  |
|                         | Coligação Democrática Unitária | 175   | 9,29 / 100,00   | 2,05  |
|                         | Partido Popular                | 139   | 7,38 / 100,00   | -     |
|                         | Movimento Esperança Portugal   | 44    | 2,34 / 100,00   | Novo  |
|                         | PCTP/MRPP                      | 23    | 1,22 / 100,00   | 0,63  |
|                         | Outros                         | 32    | 1,69 / 100,00   |       |
| Votos Inválidos         | Votos Inválidos                | 89    | 4,72 / 100,00   | 0,81  |
| Total                   | Total                          | 1 884 | 100,00 / 100,00 |       |
| Eleitorado/Participação | Eleitorado/Participação        | 3 721 | 50,63 / 100,00  | 2,10  |

#### Guisande
| Partido                 | Partido                        | Votos | %               | +/-   |
| ----------------------- | ------------------------------ | ----- | --------------- | ----- |
|                         | Partido Socialista             | 66    | 38,15 / 100,00  | 20,55 |
|                         | Partido Social Democrata       | 65    | 37,57 / 100,00  | -     |
|                         | Partido Popular                | 13    | 7,51 / 100,00   | -     |
|                         | Coligação Democrática Unitária | 12    | 6,94 / 100,00   | 5,31  |
|                         | Bloco de Esquerda              | 6     | 3,47 / 100,00   | 2,38  |
|                         | Movimento Esperança Portugal   | 4     | 2,31 / 100,00   | Novo  |
|                         | PCTP/MRPP                      | 3     | 1,73 / 100,00   | 1,19  |
|                         | Outros                         | 1     | 0,58 / 100,00   |       |
| Votos Inválidos         | Votos Inválidos                | 3     | 1,73 / 100,00   | 0,10  |
| Total                   | Total                          | 173   | 100,00 / 100,00 |       |
| Eleitorado/Participação | Eleitorado/Participação        | 412   | 41,99 / 100,00  | 5,43  |

#### Lamaçães
| Partido                 | Partido                        | Votos | %               | +/-   |
| ----------------------- | ------------------------------ | ----- | --------------- | ----- |
|                         | Partido Social Democrata       | 328   | 29,60 / 100,00  | -     |
|                         | Partido Socialista             | 244   | 22,02 / 100,00  | 23,22 |
|                         | Bloco de Esquerda              | 179   | 16,16 / 100,00  | 9,16  |
|                         | Partido Popular                | 129   | 11,64 / 100,00  | -     |
|                         | Coligação Democrática Unitária | 82    | 7,40 / 100,00   | 3,48  |
|                         | Movimento Esperança Portugal   | 31    | 2,80 / 100,00   | Novo  |
|                         | Outros                         | 32    | 2,88 / 100,00   |       |
| Votos Inválidos         | Votos Inválidos                | 83    | 7,49 / 100,00   | 2,73  |
| Total                   | Total                          | 1 108 | 100,00 / 100,00 |       |
| Eleitorado/Participação | Eleitorado/Participação        | 2 403 | 46,11 / 100,00  | 5,37  |

#### Lamas
| Partido                 | Partido                        | Votos | %               | +/-   |
| ----------------------- | ------------------------------ | ----- | --------------- | ----- |
|                         | Partido Social Democrata       | 126   | 39,25 / 100,00  | -     |
|                         | Partido Socialista             | 88    | 27,41 / 100,00  | 19,67 |
|                         | Partido Popular                | 43    | 13,40 / 100,00  | -     |
|                         | Bloco de Esquerda              | 22    | 6,85 / 100,00   | 4,13  |
|                         | Coligação Democrática Unitária | 15    | 4,67 / 100,00   | 3,50  |
|                         | Movimento Esperança Portugal   | 5     | 1,56 / 100,00   | Novo  |
|                         | PCTP/MRPP                      | 5     | 1,56 / 100,00   | 0,39  |
|                         | Outros                         | 1     | 0,31 / 100,00   |       |
| Votos Inválidos         | Votos Inválidos                | 16    | 4,98 / 100,00   | 2,25  |
| Total                   | Total                          | 321   | 100,00 / 100,00 |       |
| Eleitorado/Participação | Eleitorado/Participação        | 603   | 53,23 / 100,00  | 3,71  |

#### Lomar
| Partido                 | Partido                        | Votos | %               | +/-   |
| ----------------------- | ------------------------------ | ----- | --------------- | ----- |
|                         | Partido Social Democrata       | 594   | 31,45 / 100,00  | -     |
|                         | Partido Socialista             | 526   | 27,85 / 100,00  | 18,74 |
|                         | Coligação Democrática Unitária | 211   | 11,17 / 100,00  | 2,80  |
|                         | Bloco de Esquerda              | 200   | 10,59 / 100,00  | 6,28  |
|                         | Partido Popular                | 104   | 5,51 / 100,00   | -     |
|                         | Movimento Esperança Portugal   | 39    | 2,06 / 100,00   | Novo  |
|                         | PCTP/MRPP                      | 36    | 1,91 / 100,00   | 0,71  |
|                         | Outros                         | 52    | 2,74 / 100,00   |       |
| Votos Inválidos         | Votos Inválidos                | 127   | 6,72 / 100,00   | 3,61  |
| Total                   | Total                          | 1 889 | 100,00 / 100,00 |       |
| Eleitorado/Participação | Eleitorado/Participação        | 4 419 | 42,75 / 100,00  | 2,77  |

#### Merelim São Paio
| Partido                 | Partido                        | Votos | %               | +/-   |
| ----------------------- | ------------------------------ | ----- | --------------- | ----- |
|                         | Partido Socialista             | 267   | 31,86 / 100,00  | 21,98 |
|                         | Partido Social Democrata       | 192   | 22,91 / 100,00  | -     |
|                         | Coligação Democrática Unitária | 140   | 16,71 / 100,00  | 5,52  |
|                         | Bloco de Esquerda              | 90    | 10,74 / 100,00  | 7,09  |
|                         | Partido Popular                | 53    | 6,32 / 100,00   | -     |
|                         | PCTP/MRPP                      | 14    | 1,67 / 100,00   | 0,79  |
|                         | Movimento Esperança Portugal   | 10    | 1,19 / 100,00   | Novo  |
|                         | Outros                         | 18    | 2,16 / 100,00   |       |
| Votos Inválidos         | Votos Inválidos                | 54    | 6,45 / 100,00   | 3,44  |
| Total                   | Total                          | 838   | 100,00 / 100,00 |       |
| Eleitorado/Participação | Eleitorado/Participação        | 2 241 | 37,39 / 100,00  | 1,93  |

#### Merelim São Pedro
| Partido                 | Partido                        | Votos | %               | +/-   |
| ----------------------- | ------------------------------ | ----- | --------------- | ----- |
|                         | Partido Social Democrata       | 286   | 36,20 / 100,00  | -     |
|                         | Partido Socialista             | 233   | 29,49 / 100,00  | 20,41 |
|                         | Partido Popular                | 71    | 8,99 / 100,00   | -     |
|                         | Coligação Democrática Unitária | 60    | 7,59 / 100,00   | 1,01  |
|                         | Bloco de Esquerda              | 55    | 6,96 / 100,00   | 3,60  |
|                         | Movimento Esperança Portugal   | 14    | 1,77 / 100,00   | Novo  |
|                         | Outros                         | 24    | 3,05 / 100,00   |       |
| Votos Inválidos         | Votos Inválidos                | 47    | 5,95 / 100,00   | 1,05  |
| Total                   | Total                          | 790   | 100,00 / 100,00 |       |
| Eleitorado/Participação | Eleitorado/Participação        | 1 720 | 45,93 / 100,00  | 0,16  |

#### Mire de Tibães
| Partido                 | Partido                        | Votos | %               | +/-   |
| ----------------------- | ------------------------------ | ----- | --------------- | ----- |
|                         | Partido Socialista             | 336   | 35,41 / 100,00  | 16,35 |
|                         | Partido Social Democrata       | 258   | 27,19 / 100,00  | -     |
|                         | Coligação Democrática Unitária | 103   | 10,85 / 100,00  | 2,41  |
|                         | Bloco de Esquerda              | 85    | 8,96 / 100,00   | 6,19  |
|                         | Partido Popular                | 80    | 8,43 / 100,00   | -     |
|                         | Movimento Esperança Portugal   | 14    | 1,48 / 100,00   | Novo  |
|                         | PCTP/MRPP                      | 14    | 1,48 / 100,00   | 0,16  |
|                         | Outros                         | 17    | 1,80 / 100,00   |       |
| Votos Inválidos         | Votos Inválidos                | 42    | 4,43 / 100,00   | 2,03  |
| Total                   | Total                          | 949   | 100,00 / 100,00 |       |
| Eleitorado/Participação | Eleitorado/Participação        | 2 180 | 43,53 / 100,00  | 3,41  |

#### Morreira
| Partido                 | Partido                        | Votos | %               | +/-   |
| ----------------------- | ------------------------------ | ----- | --------------- | ----- |
|                         | Partido Social Democrata       | 125   | 35,41 / 100,00  | -     |
|                         | Partido Socialista             | 108   | 30,59 / 100,00  | 15,03 |
|                         | Partido Popular                | 42    | 11,90 / 100,00  | -     |
|                         | Bloco de Esquerda              | 21    | 5,95 / 100,00   | 5,35  |
|                         | Coligação Democrática Unitária | 14    | 3,97 / 100,00   | 0,04  |
|                         | Partido Humanista              | 7     | 1,98 / 100,00   | 0,77  |
|                         | PCTP/MRPP                      | 4     | 1,13 / 100,00   | 0,53  |
|                         | Outros                         | 11    | 3,12 / 100,00   |       |
| Votos Inválidos         | Votos Inválidos                | 21    | 5,95 / 100,00   | 3,54  |
| Total                   | Total                          | 353   | 100,00 / 100,00 |       |
| Eleitorado/Participação | Eleitorado/Participação        | 782   | 45,14 / 100,00  | 0,14  |

#### Navarra
| Partido                 | Partido                        | Votos | %               | +/-     |
| ----------------------- | ------------------------------ | ----- | --------------- | ------- |
|                         | Partido Socialista             | 59    | 34,91 / 100,00  | 21,30   |
|                         | Partido Social Democrata       | 52    | 30,77 / 100,00  | -       |
|                         | Bloco de Esquerda              | 18    | 10,65 / 100,00  | 6,51    |
|                         | Partido Popular                | 10    | 5,92 / 100,00   | -       |
|                         | Coligação Democrática Unitária | 9     | 5,33 / 100,00   | Estável |
|                         | Outros                         | 5     | 2,95 / 100,00   |         |
| Votos Inválidos         | Votos Inválidos                | 16    | 9,47 / 100,00   | 6,51    |
| Total                   | Total                          | 169   | 100,00 / 100,00 |         |
| Eleitorado/Participação | Eleitorado/Participação        | 426   | 39,67 / 100,00  | 4,00    |

#### Nogueira
| Partido                 | Partido                        | Votos | %               | +/-   |
| ----------------------- | ------------------------------ | ----- | --------------- | ----- |
|                         | Partido Socialista             | 673   | 28,02 / 100,00  | 22,18 |
|                         | Partido Social Democrata       | 643   | 26,77 / 100,00  | -     |
|                         | Bloco de Esquerda              | 346   | 14,40 / 100,00  | 9,21  |
|                         | Coligação Democrática Unitária | 222   | 9,24 / 100,00   | 1,12  |
|                         | Partido Popular                | 206   | 8,58 / 100,00   | -     |
|                         | Movimento Esperança Portugal   | 52    | 2,16 / 100,00   | Novo  |
|                         | Outros                         | 75    | 3,13 / 100,00   |       |
| Votos Inválidos         | Votos Inválidos                | 185   | 7,70 / 100,00   | 3,98  |
| Total                   | Total                          | 2 402 | 100,00 / 100,00 |       |
| Eleitorado/Participação | Eleitorado/Participação        | 5 039 | 47,67 / 100,00  | 2,01  |

#### Nogueiró
| Partido                 | Partido                        | Votos | %               | +/-   |
| ----------------------- | ------------------------------ | ----- | --------------- | ----- |
|                         | Partido Social Democrata       | 310   | 32,94 / 100,00  | -     |
|                         | Partido Socialista             | 197   | 20,94 / 100,00  | 18,93 |
|                         | Bloco de Esquerda              | 152   | 16,15 / 100,00  | 9,88  |
|                         | Coligação Democrática Unitária | 83    | 8,82 / 100,00   | 0,67  |
|                         | Partido Popular                | 74    | 7,86 / 100,00   | -     |
|                         | Movimento Esperança Portugal   | 34    | 3,61 / 100,00   | Novo  |
|                         | Outros                         | 27    | 2,88 / 100,00   |       |
| Votos Inválidos         | Votos Inválidos                | 64    | 6,81 / 100,00   | 1,98  |
| Total                   | Total                          | 941   | 100,00 / 100,00 |       |
| Eleitorado/Participação | Eleitorado/Participação        | 1 905 | 49,40 / 100,00  | 0,60  |

#### Oliveira São Pedro
| Partido                 | Partido                        | Votos | %               | +/-   |
| ----------------------- | ------------------------------ | ----- | --------------- | ----- |
|                         | Partido Social Democrata       | 87    | 34,94 / 100,00  | -     |
|                         | Partido Socialista             | 64    | 25,70 / 100,00  | 20,78 |
|                         | Partido Popular                | 22    | 8,84 / 100,00   | -     |
|                         | Bloco de Esquerda              | 21    | 8,43 / 100,00   | 6,55  |
|                         | Coligação Democrática Unitária | 16    | 6,43 / 100,00   | 2,67  |
|                         | Movimento Esperança Portugal   | 5     | 2,01 / 100,00   | Novo  |
|                         | PCTP/MRPP                      | 5     | 2,01 / 100,00   | 2,01  |
|                         | Partido da Terra               | 5     | 2,01 / 100,00   | 2,01  |
|                         | Partido Nacional Renovador     | 4     | 1,61 / 100,00   | 1,61  |
|                         | Outros                         | 2     | 0,80 / 100,00   |       |
| Votos Inválidos         | Votos Inválidos                | 18    | 7,23 / 100,00   | 3,94  |
| Total                   | Total                          | 249   | 100,00 / 100,00 |       |
| Eleitorado/Participação | Eleitorado/Participação        | 522   | 47,70 / 100,00  | 5,61  |

#### Padim da Graça
| Partido                 | Partido                        | Votos | %               | +/-   |
| ----------------------- | ------------------------------ | ----- | --------------- | ----- |
|                         | Partido Socialista             | 278   | 40,23 / 100,00  | 12,98 |
|                         | Partido Social Democrata       | 235   | 34,01 / 100,00  | -     |
|                         | Coligação Democrática Unitária | 56    | 8,10 / 100,00   | 3,65  |
|                         | Bloco de Esquerda              | 32    | 4,63 / 100,00   | 4,14  |
|                         | Partido Popular                | 31    | 4,49 / 100,00   | -     |
|                         | Movimento Mérito e Sociedade   | 7     | 1,01 / 100,00   | Novo  |
|                         | Outros                         | 22    | 3,17 / 100,00   |       |
| Votos Inválidos         | Votos Inválidos                | 30    | 4,34 / 100,00   | 3,03  |
| Total                   | Total                          | 691   | 100,00 / 100,00 |       |
| Eleitorado/Participação | Eleitorado/Participação        | 1 517 | 45,55 / 100,00  | 0,18  |

#### Palmeira
| Partido                 | Partido                        | Votos | %               | +/-   |
| ----------------------- | ------------------------------ | ----- | --------------- | ----- |
|                         | Partido Social Democrata       | 647   | 33,33 / 100,00  | -     |
|                         | Partido Socialista             | 589   | 30,35 / 100,00  | 22,11 |
|                         | Bloco de Esquerda              | 201   | 10,36 / 100,00  | 6,94  |
|                         | Coligação Democrática Unitária | 166   | 8,55 / 100,00   | 2,37  |
|                         | Partido Popular                | 148   | 7,62 / 100,00   | -     |
|                         | Movimento Esperança Portugal   | 24    | 1,24 / 100,00   | Novo  |
|                         | Outros                         | 53    | 2,73 / 100,00   |       |
| Votos Inválidos         | Votos Inválidos                | 113   | 5,82 / 100,00   | 2,52  |
| Total                   | Total                          | 1 941 | 100,00 / 100,00 |       |
| Eleitorado/Participação | Eleitorado/Participação        | 4 842 | 40,09 / 100,00  | 2,35  |

#### Panóias
| Partido                 | Partido                        | Votos | %               | +/-   |
| ----------------------- | ------------------------------ | ----- | --------------- | ----- |
|                         | Partido Socialista             | 152   | 31,34 / 100,00  | 22,16 |
|                         | Partido Social Democrata       | 144   | 29,69 / 100,00  | -     |
|                         | Coligação Democrática Unitária | 57    | 11,75 / 100,00  | 0,07  |
|                         | Bloco de Esquerda              | 56    | 11,55 / 100,00  | 9,21  |
|                         | Partido Popular                | 22    | 4,54 / 100,00   | -     |
|                         | PCTP/MRPP                      | 10    | 2,06 / 100,00   | 0,36  |
|                         | Partido Humanista              | 6     | 1,24 / 100,00   | 0,18  |
|                         | Movimento Esperança Portugal   | 5     | 1,03 / 100,00   | Novo  |
|                         | Outros                         | 5     | 1,03 / 100,00   |       |
| Votos Inválidos         | Votos Inválidos                | 28    | 5,77 / 100,00   | 2,37  |
| Total                   | Total                          | 485   | 100,00 / 100,00 |       |
| Eleitorado/Participação | Eleitorado/Participação        | 1 217 | 39,85 / 100,00  | 3,52  |

#### Parada de Tibães
| Partido                 | Partido                        | Votos | %               | +/-   |
| ----------------------- | ------------------------------ | ----- | --------------- | ----- |
|                         | Partido Socialista             | 139   | 33,66 / 100,00  | 16,62 |
|                         | Partido Social Democrata       | 120   | 29,06 / 100,00  | -     |
|                         | Coligação Democrática Unitária | 48    | 11,62 / 100,00  | 6,00  |
|                         | Bloco de Esquerda              | 35    | 8,47 / 100,00   | 5,94  |
|                         | Partido Popular                | 33    | 7,99 / 100,00   | -     |
|                         | Outros                         | 16    | 3,88 / 100,00   |       |
| Votos Inválidos         | Votos Inválidos                | 22    | 5,33 / 100,00   | 1,68  |
| Total                   | Total                          | 413   | 100,00 / 100,00 |       |
| Eleitorado/Participação | Eleitorado/Participação        | 775   | 53,29 / 100,00  | 1,40  |

#### Passos São Julião
| Partido                 | Partido                        | Votos | %               | +/-   |
| ----------------------- | ------------------------------ | ----- | --------------- | ----- |
|                         | Partido Social Democrata       | 124   | 40,13 / 100,00  | -     |
|                         | Partido Socialista             | 77    | 24,92 / 100,00  | 10,03 |
|                         | Partido Popular                | 38    | 12,30 / 100,00  | -     |
|                         | Bloco de Esquerda              | 24    | 7,77 / 100,00   | 4,66  |
|                         | Coligação Democrática Unitária | 11    | 3,56 / 100,00   | 1,14  |
|                         | Outros                         | 10    | 3,23 / 100,00   |       |
| Votos Inválidos         | Votos Inválidos                | 25    | 8,09 / 100,00   | 3,94  |
| Total                   | Total                          | 309   | 100,00 / 100,00 |       |
| Eleitorado/Participação | Eleitorado/Participação        | 674   | 45,85 / 100,00  | 0,02  |

#### Pedralva
| Partido                 | Partido                        | Votos | %               | +/-   |
| ----------------------- | ------------------------------ | ----- | --------------- | ----- |
|                         | Partido Social Democrata       | 165   | 43,08 / 100,00  | -     |
|                         | Partido Socialista             | 115   | 30,03 / 100,00  | 22,59 |
|                         | Coligação Democrática Unitária | 36    | 9,40 / 100,00   | 4,91  |
|                         | Partido Popular                | 32    | 8,36 / 100,00   | -     |
|                         | Bloco de Esquerda              | 11    | 2,87 / 100,00   | 2,37  |
|                         | Movimento Esperança Portugal   | 7     | 1,83 / 100,00   | Novo  |
|                         | Outros                         | 7     | 1,82 / 100,00   |       |
| Votos Inválidos         | Votos Inválidos                | 10    | 2,62 / 100,00   | 1,37  |
| Total                   | Total                          | 383   | 100,00 / 100,00 |       |
| Eleitorado/Participação | Eleitorado/Participação        | 1 154 | 33,19 / 100,00  | 7,85  |

#### Penso Santo Estêvão
| Partido                 | Partido                        | Votos | %               | +/-   |
| ----------------------- | ------------------------------ | ----- | --------------- | ----- |
|                         | Partido Social Democrata       | 91    | 44,83 / 100,00  | -     |
|                         | Partido Socialista             | 51    | 25,12 / 100,00  | 17,82 |
|                         | Partido Popular                | 24    | 11,82 / 100,00  | -     |
|                         | Bloco de Esquerda              | 15    | 7,39 / 100,00   | 4,57  |
|                         | Movimento Esperança Portugal   | 8     | 3,94 / 100,00   | Novo  |
|                         | Coligação Democrática Unitária | 5     | 2,46 / 100,00   | 2,62  |
|                         | Outros                         |       | 0,00 / 100,00   |       |
| Votos Inválidos         | Votos Inválidos                | 9     | 4,43 / 100,00   | 3,31  |
| Total                   | Total                          | 203   | 100,00 / 100,00 |       |
| Eleitorado/Participação | Eleitorado/Participação        | 411   | 49,39 / 100,00  | 0,63  |

#### Penso São Vicente
| Partido                 | Partido                        | Votos | %               | +/-  |
| ----------------------- | ------------------------------ | ----- | --------------- | ---- |
|                         | Partido Social Democrata       | 67    | 35,83 / 100,00  | -    |
|                         | Partido Socialista             | 63    | 33,69 / 100,00  | 9,57 |
|                         | Coligação Democrática Unitária | 18    | 9,63 / 100,00   | 5,14 |
|                         | Bloco de Esquerda              | 11    | 5,88 / 100,00   | 5,88 |
|                         | Partido Popular                | 8     | 4,28 / 100,00   | -    |
|                         | Partido Popular Monárquico     | 3     | 1,60 / 100,00   | 1,60 |
|                         | Partido Humanista              | 2     | 1,07 / 100,00   | 0,05 |
|                         | Outros                         | 4     | 2,12 / 100,00   |      |
| Votos Inválidos         | Votos Inválidos                | 11    | 5,88 / 100,00   | 1,94 |
| Total                   | Total                          | 187   | 100,00 / 100,00 |      |
| Eleitorado/Participação | Eleitorado/Participação        | 355   | 52,68 / 100,00  | 1,59 |

#### Pousada
| Partido                 | Partido                        | Votos | %               | +/-   |
| ----------------------- | ------------------------------ | ----- | --------------- | ----- |
|                         | Partido Social Democrata       | 81    | 42,63 / 100,00  | -     |
|                         | Partido Socialista             | 49    | 25,79 / 100,00  | 27,19 |
|                         | Bloco de Esquerda              | 25    | 13,16 / 100,00  | 10,78 |
|                         | Partido Popular                | 14    | 7,37 / 100,00   | -     |
|                         | Coligação Democrática Unitária | 9     | 4,74 / 100,00   | 3,55  |
|                         | Outros                         | 4     | 2,12 / 100,00   |       |
| Votos Inválidos         | Votos Inválidos                | 8     | 4,21 / 100,00   | 1,23  |
| Total                   | Total                          | 190   | 100,00 / 100,00 |       |
| Eleitorado/Participação | Eleitorado/Participação        | 446   | 42,60 / 100,00  | 3,05  |

#### Priscos
| Partido                 | Partido                        | Votos | %               | +/-   |
| ----------------------- | ------------------------------ | ----- | --------------- | ----- |
|                         | Partido Social Democrata       | 207   | 41,32 / 100,00  | -     |
|                         | Partido Socialista             | 105   | 20,96 / 100,00  | 21,34 |
|                         | Partido Popular                | 82    | 16,37 / 100,00  | -     |
|                         | Bloco de Esquerda              | 34    | 6,79 / 100,00   | 5,41  |
|                         | Coligação Democrática Unitária | 31    | 6,19 / 100,00   | 2,51  |
|                         | Movimento Esperança Portugal   | 5     | 1,00 / 100,00   | Novo  |
|                         | Outros                         | 15    | 3,00 / 100,00   |       |
| Votos Inválidos         | Votos Inválidos                | 22    | 4,39 / 100,00   | 0,25  |
| Total                   | Total                          | 501   | 100,00 / 100,00 |       |
| Eleitorado/Participação | Eleitorado/Participação        | 1 209 | 41,44 / 100,00  | 0,03  |

#### Real
| Partido                 | Partido                        | Votos | %               | +/-   |
| ----------------------- | ------------------------------ | ----- | --------------- | ----- |
|                         | Partido Socialista             | 557   | 26,95 / 100,00  | 24,69 |
|                         | Partido Social Democrata       | 542   | 26,22 / 100,00  | -     |
|                         | Bloco de Esquerda              | 296   | 14,32 / 100,00  | 9,42  |
|                         | Coligação Democrática Unitária | 278   | 13,45 / 100,00  | 3,47  |
|                         | Partido Popular                | 146   | 7,06 / 100,00   | -     |
|                         | Movimento Esperança Portugal   | 32    | 1,55 / 100,00   | Novo  |
|                         | PCTP/MRPP                      | 24    | 1,16 / 100,00   | 0,02  |
|                         | Outros                         | 44    | 2,13 / 100,00   |       |
| Votos Inválidos         | Votos Inválidos                | 148   | 7,16 / 100,00   | 4,24  |
| Total                   | Total                          | 2 067 | 100,00 / 100,00 |       |
| Eleitorado/Participação | Eleitorado/Participação        | 4 898 | 42,20 / 100,00  | 2,11  |

#### Ruilhe
| Partido                 | Partido                        | Votos | %               | +/-   |
| ----------------------- | ------------------------------ | ----- | --------------- | ----- |
|                         | Partido Social Democrata       | 147   | 28,54 / 100,00  | -     |
|                         | Partido Socialista             | 137   | 26,60 / 100,00  | 19,35 |
|                         | Coligação Democrática Unitária | 55    | 10,68 / 100,00  | 1,95  |
|                         | Partido Popular                | 53    | 10,29 / 100,00  | -     |
|                         | Bloco de Esquerda              | 46    | 8,93 / 100,00   | 6,02  |
|                         | PCTP/MRPP                      | 10    | 1,94 / 100,00   | 1,32  |
|                         | Movimento Esperança Portugal   | 8     | 1,55 / 100,00   | Novo  |
|                         | Outros                         | 10    | 1,93 / 100,00   |       |
| Votos Inválidos         | Votos Inválidos                | 49    | 9,51 / 100,00   | 3,49  |
| Total                   | Total                          | 515   | 100,00 / 100,00 |       |
| Eleitorado/Participação | Eleitorado/Participação        | 1 117 | 46,11 / 100,00  | 1,42  |

#### Santa Lucrécia de Algeriz
| Partido                 | Partido                        | Votos | %               | +/-   |
| ----------------------- | ------------------------------ | ----- | --------------- | ----- |
|                         | Partido Socialista             | 107   | 48,64 / 100,00  | 19,61 |
|                         | Partido Social Democrata       | 47    | 21,36 / 100,00  | -     |
|                         | Bloco de Esquerda              | 18    | 8,18 / 100,00   | 7,12  |
|                         | Coligação Democrática Unitária | 13    | 5,91 / 100,00   | 2,74  |
|                         | Partido Popular                | 12    | 5,45 / 100,00   | -     |
|                         | Outros                         | 8     | 3,61 / 100,00   |       |
| Votos Inválidos         | Votos Inválidos                | 15    | 6,82 / 100,00   | 6,29  |
| Total                   | Total                          | 220   | 100,00 / 100,00 |       |
| Eleitorado/Participação | Eleitorado/Participação        | 500   | 44,00 / 100,00  | 1,62  |

#### Semelhe
| Partido                 | Partido                        | Votos | %               | +/-   |
| ----------------------- | ------------------------------ | ----- | --------------- | ----- |
|                         | Partido Socialista             | 97    | 31,70 / 100,00  | 15,24 |
|                         | Partido Social Democrata       | 92    | 30,07 / 100,00  | -     |
|                         | Partido Popular                | 33    | 10,78 / 100,00  | -     |
|                         | Bloco de Esquerda              | 25    | 8,17 / 100,00   | 5,72  |
|                         | Coligação Democrática Unitária | 25    | 8,17 / 100,00   | 2,86  |
|                         | PCTP/MRPP                      | 6     | 1,96 / 100,00   | 0,90  |
|                         | Outros                         | 10    | 3,27 / 100,00   |       |
| Votos Inválidos         | Votos Inválidos                | 18    | 5,88 / 100,00   | 3,44  |
| Total                   | Total                          | 306   | 100,00 / 100,00 |       |
| Eleitorado/Participação | Eleitorado/Participação        | 762   | 40,16 / 100,00  | 1,52  |

#### Sequeira
| Partido                 | Partido                        | Votos | %               | +/-   |
| ----------------------- | ------------------------------ | ----- | --------------- | ----- |
|                         | Partido Social Democrata       | 305   | 34,78 / 100,00  | -     |
|                         | Partido Socialista             | 258   | 29,42 / 100,00  | 16,01 |
|                         | Bloco de Esquerda              | 89    | 10,15 / 100,00  | 6,68  |
|                         | Coligação Democrática Unitária | 61    | 6,96 / 100,00   | 1,17  |
|                         | Partido Popular                | 59    | 6,73 / 100,00   | -     |
|                         | PCTP/MRPP                      | 16    | 1,82 / 100,00   | 0,15  |
|                         | Outros                         | 30    | 3,42 / 100,00   |       |
| Votos Inválidos         | Votos Inválidos                | 59    | 6,73 / 100,00   | 2,87  |
| Total                   | Total                          | 877   | 100,00 / 100,00 |       |
| Eleitorado/Participação | Eleitorado/Participação        | 1 963 | 44,68 / 100,00  | 1,96  |

#### Sobreposta
| Partido                 | Partido                        | Votos | %               | +/-   |
| ----------------------- | ------------------------------ | ----- | --------------- | ----- |
|                         | Partido Social Democrata       | 210   | 46,26 / 100,00  | -     |
|                         | Partido Socialista             | 99    | 21,81 / 100,00  | 21,49 |
|                         | Partido Popular                | 49    | 10,79 / 100,00  | -     |
|                         | Coligação Democrática Unitária | 30    | 6,61 / 100,00   | 3,26  |
|                         | Bloco de Esquerda              | 24    | 5,29 / 100,00   | 3,74  |
|                         | PCTP/MRPP                      | 6     | 1,32 / 100,00   | 0,03  |
|                         | Outros                         | 10    | 2,20 / 100,00   |       |
| Votos Inválidos         | Votos Inválidos                | 26    | 5,72 / 100,00   | 1,33  |
| Total                   | Total                          | 454   | 100,00 / 100,00 |       |
| Eleitorado/Participação | Eleitorado/Participação        | 1 137 | 39,93 / 100,00  | 1,97  |

#### Tadim
| Partido                 | Partido                        | Votos | %               | +/-   |
| ----------------------- | ------------------------------ | ----- | --------------- | ----- |
|                         | Partido Socialista             | 112   | 30,35 / 100,00  | 21,05 |
|                         | Partido Social Democrata       | 110   | 29,81 / 100,00  | -     |
|                         | Bloco de Esquerda              | 51    | 13,82 / 100,00  | 10,73 |
|                         | Coligação Democrática Unitária | 36    | 9,76 / 100,00   | 3,30  |
|                         | Partido Popular                | 16    | 4,34 / 100,00   | -     |
|                         | PCTP/MRPP                      | 9     | 2,44 / 100,00   | 1,60  |
|                         | Movimento Esperança Portugal   | 7     | 1,90 / 100,00   | Novo  |
|                         | Outros                         | 4     | 1,08 / 100,00   |       |
| Votos Inválidos         | Votos Inválidos                | 24    | 6,50 / 100,00   | 2,39  |
| Total                   | Total                          | 369   | 100,00 / 100,00 |       |
| Eleitorado/Participação | Eleitorado/Participação        | 893   | 41,32 / 100,00  | 3,97  |

#### Tebosa
| Partido                 | Partido                        | Votos | %               | +/-   |
| ----------------------- | ------------------------------ | ----- | --------------- | ----- |
|                         | Partido Socialista             | 161   | 40,76 / 100,00  | 12,43 |
|                         | Partido Social Democrata       | 131   | 33,16 / 100,00  | -     |
|                         | Partido Popular                | 27    | 6,84 / 100,00   | -     |
|                         | Coligação Democrática Unitária | 23    | 5,82 / 100,00   | 2,48  |
|                         | Bloco de Esquerda              | 21    | 5,32 / 100,00   | 4,41  |
|                         | PCTP/MRPP                      | 5     | 1,27 / 100,00   | 0,97  |
|                         | Outros                         | 9     | 2,28 / 100,00   |       |
| Votos Inválidos         | Votos Inválidos                | 18    | 4,55 / 100,00   | 2,51  |
| Total                   | Total                          | 395   | 100,00 / 100,00 |       |
| Eleitorado/Participação | Eleitorado/Participação        | 955   | 41,36 / 100,00  | 3,50  |

#### Tenões
| Partido                 | Partido                        | Votos | %               | +/-   |
| ----------------------- | ------------------------------ | ----- | --------------- | ----- |
|                         | Partido Social Democrata       | 161   | 27,95 / 100,00  | -     |
|                         | Partido Socialista             | 132   | 22,92 / 100,00  | 24,74 |
|                         | Bloco de Esquerda              | 90    | 15,63 / 100,00  | 8,90  |
|                         | Coligação Democrática Unitária | 78    | 13,54 / 100,00  | 6,06  |
|                         | Partido Popular                | 55    | 9,55 / 100,00   | -     |
|                         | Movimento Esperança Portugal   | 10    | 1,74 / 100,00   | Novo  |
|                         | Outros                         | 11    | 1,90 / 100,00   |       |
| Votos Inválidos         | Votos Inválidos                | 39    | 6,78 / 100,00   | 1,55  |
| Total                   | Total                          | 576   | 100,00 / 100,00 |       |
| Eleitorado/Participação | Eleitorado/Participação        | 1 083 | 53,19 / 100,00  | 6,58  |

#### Trandeiras
| Partido                 | Partido                        | Votos | %               | +/-   |
| ----------------------- | ------------------------------ | ----- | --------------- | ----- |
|                         | Partido Social Democrata       | 159   | 44,66 / 100,00  | -     |
|                         | Partido Socialista             | 94    | 26,40 / 100,00  | 14,50 |
|                         | Partido Popular                | 44    | 12,36 / 100,00  | -     |
|                         | Bloco de Esquerda              | 16    | 4,49 / 100,00   | 1,21  |
|                         | Coligação Democrática Unitária | 13    | 3,65 / 100,00   | 1,26  |
|                         | Outros                         | 10    | 2,80 / 100,00   |       |
| Votos Inválidos         | Votos Inválidos                | 20    | 5,62 / 100,00   | 1,74  |
| Total                   | Total                          | 356   | 100,00 / 100,00 |       |
| Eleitorado/Participação | Eleitorado/Participação        | 657   | 54,19 / 100,00  | 0,16  |

#### Vilaça
| Partido                 | Partido                        | Votos | %               | +/-   |
| ----------------------- | ------------------------------ | ----- | --------------- | ----- |
|                         | Partido Social Democrata       | 149   | 37,06 / 100,00  | -     |
|                         | Partido Socialista             | 115   | 28,61 / 100,00  | 22,17 |
|                         | Bloco de Esquerda              | 46    | 11,44 / 100,00  | 8,85  |
|                         | Coligação Democrática Unitária | 34    | 8,46 / 100,00   | 0,69  |
|                         | Partido Popular                | 32    | 7,96 / 100,00   | -     |
|                         | Movimento Mérito e Sociedade   | 4     | 1,00 / 100,00   | Novo  |
|                         | Outros                         | 4     | 1,00 / 100,00   |       |
| Votos Inválidos         | Votos Inválidos                | 18    | 4,47 / 100,00   | 2,40  |
| Total                   | Total                          | 402   | 100,00 / 100,00 |       |
| Eleitorado/Participação | Eleitorado/Participação        | 848   | 47,41 / 100,00  | 4,06  |

#### Vimieiro
| Partido                 | Partido                        | Votos | %               | +/-   |
| ----------------------- | ------------------------------ | ----- | --------------- | ----- |
|                         | Partido Social Democrata       | 176   | 34,44 / 100,00  | -     |
|                         | Partido Socialista             | 154   | 30,14 / 100,00  | 22,29 |
|                         | Bloco de Esquerda              | 58    | 11,35 / 100,00  | 8,38  |
|                         | Partido Popular                | 48    | 9,39 / 100,00   | -     |
|                         | Coligação Democrática Unitária | 36    | 7,05 / 100,00   | 4,08  |
|                         | PCTP/MRPP                      | 6     | 1,17 / 100,00   | 0,36  |
|                         | Outros                         | 15    | 2,95 / 100,00   |       |
| Votos Inválidos         | Votos Inválidos                | 18    | 3,53 / 100,00   | 1,10  |
| Total                   | Total                          | 511   | 100,00 / 100,00 |       |
| Eleitorado/Participação | Eleitorado/Participação        | 1 041 | 49,09 / 100,00  | 5,92  |